# 荒野に赴く洗礼者聖ヨハネ
『荒野に赴く洗礼者聖ヨハネ』（こうやにおもむくせんれいしゃせいヨハネ、伊: San Giovanni Battista si ritira nel deserto、英: Saint John the Baptist retiring to the Desert） は、シエナ派の国際ゴシック様式の画家ジョヴァンニ・ディ・パオロが1454年にポプラ板上にテンペラで制作した絵画で、洗礼者聖ヨハネの生涯を表す5点の裾絵 (プレデッラ) のうちで1点である。これらの裾絵がどの祭壇画の下部を構成していたのかは不明であるが、ニューヨークのメトロポリタン美術館に所蔵されている『聖母子と聖人たち』がその祭壇画であったという提唱もある。本作は、上述の裾絵をなしていた3点とともに、1944年にアート・ファンド (Art Fund) の援助により購入されて以来、ロンドン・ナショナル・ギャラリーに所蔵されている。

## 作品
本作と他の裾絵は、洗礼者聖ヨハネの生涯の場面を表している。これらの裾絵は元来1枚の板に描かれていたが、祭壇画が分解された時に5枚に切断された。それらの場面は、左から右に聖ヨハネの生涯を時系列で表している。最初の場面は「洗礼者聖ヨハネの誕生」であり、次いで「キリストの洗礼」、「荒野に赴く洗礼者聖ヨハネ」 (本作)、現在行方不明のおそらく「荒野で説教をする洗礼者聖ヨハネ」、そして「ヘロデ王のもとにもたらされる洗礼者聖ヨハネの頭部 (ヘロデの饗宴)」が表されている。
洗礼者聖ヨハネの物語は福音書や伝説によって伝えられており、絵画表現の伝統は15世紀までには完全に確立されていた。1427年に、フィレンツェの彫刻家ロレンツォ・ギベルティとドナテロがそれぞれ制作した『キリストの洗礼』と『ヘロデの饗宴』が洗礼堂の新しい洗礼盤の一部を飾るためにシエナに運ばれた。ジョヴァンニ・ディ・パオロは、これらの彫刻作品の構図を自身の裾絵の同じ場面に描いている。
しかし、本作に描かれているような子供の洗礼者聖ヨハネが家を出て岩山の裂け目を通り、荒野に去っていく情景を描くにあたっては、手本は存在しなかった。画家は2つの出来事を1つにつなぎ合わせるという工夫によって、この情景に動きの印象をもたらしている。市門から出てきたヨハネは岩山の中にもふたたび描かれているが、どちらの場合も横向きに表されており、左から右へ進むかのように見える。
非現実的かつ伝統的な要素は、スケールの小さい舞台装置に比して大きすぎる人物と非常に高い鳥瞰的視点である。この高い視点からは、風景が市壁のところから画面の右へ、そして上方へと急速に退いていくのを一目で見渡すことができる。その視点のために、鑑賞者は地平線で大地が湾曲し、平野と森がパッチワークをなしているのを見ることができる。岩山はギリシアの中世美術から受け継がれた伝統的表現で描かれており、鮮やかなピンク色やヨハネの光輪のきらめく金色をアクセントに柔らかな色調で描かれた画面全体は、おとぎ話のような魅力を持っている。
なお、画面の両側には、魅力的なバラの縁飾りが非常に写実的に描かれている。奇妙なことにこれらは下方から描かれており、鑑賞者の視点は2本の枝のそれぞれの下の方のつぼみの位置に設定されている。このバラの縁飾りは、裾絵をなしていた他の場面には現存していない。

## ギャラリー

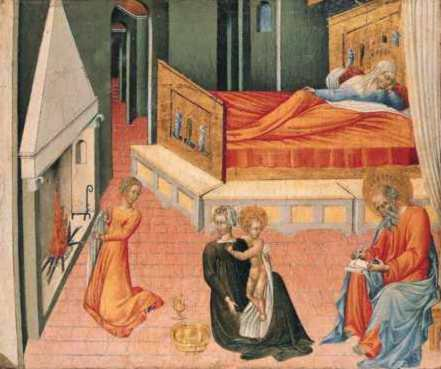
『洗礼者聖ヨハネの誕生』、ナショナル・ギャラリー (ロンドン)
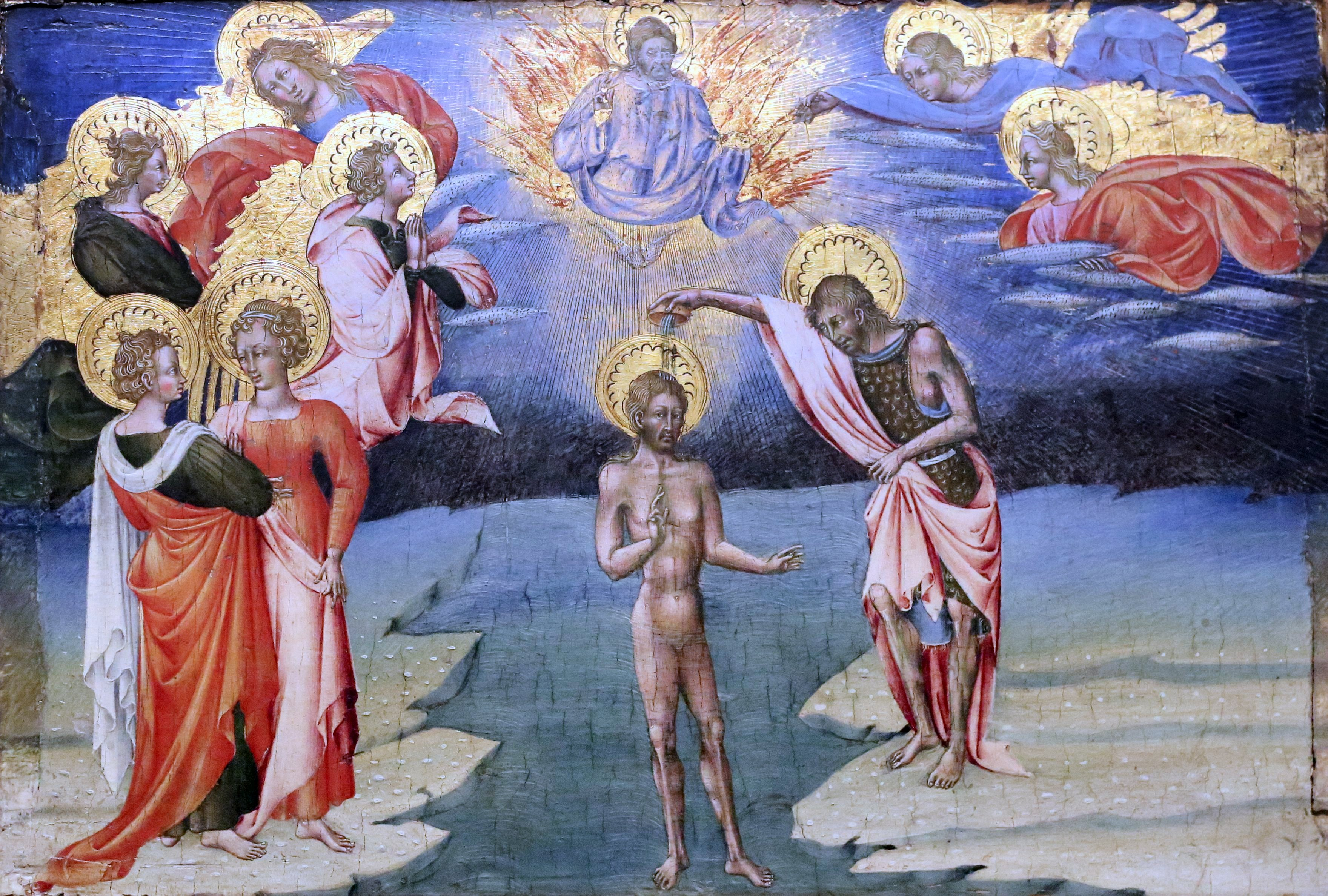
『キリストの洗礼』、ナショナル・ギャラリー (ロンドン)
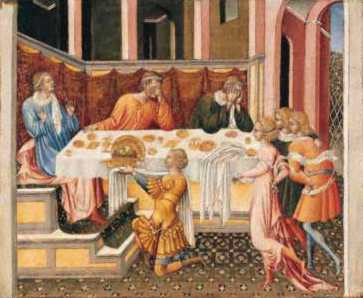
『ヘロデ王のもとにもたらされる洗礼者聖ヨハネの頭部』、ナショナル・ギャラリー (ロンドン)